# 한종
한종(韓綜, ? ~ 252년)은 중국 삼국시대 조위의 군인으로, 요서군 영지현(令指縣) 사람이다. 동오의 도독 한당의 아들이다.

## 생애
한종은 한당의 아들이었으므로 처음에는 오나라에서 벼슬을 했다.
227년, 한당이 병에 걸려 죽자 아버지의 작위 석성후(石城侯)를 세습하고 아버지의 병사를 거느렸다. 이해 7월, 손권(孫權)은 조비(曹丕)가 죽은 틈을 타 강하(江夏)와 석양(石陽)을 공격하러 가면서 부친상을 당한 한종에게 무창(武昌)을 지키도록 했다. 그러나 한종은 근신하지 않고 음란한 행동을 벌였으며, 손권이 죽은 한당을 생각하여 한종을 벌하지는 않았으나, 한종은 스스로의 잘못으로 인해 항상 불안해 했다. 결국 한종은 12월에 한당의 시체가 든 관을 수레에 싣고 가족들과 자신이 거느리던 병사들을 데리고 위나라에 가서 항복했다. 위나라에서는 그를 장군으로 임명하고 광양후(廣陽侯)에 봉했다. 이후 위나라 군사들을 이끌고 오나라의 변경지역에 쳐들어와 백성들을 살해하는 일이 잦았으므로 손권은 이를 갈며 한종을 증오했다.
252년 12월, 위나라의 실권을 쥐고 있던 사마사(司馬師)는 대군을 일으켜 오나라를 공격하게 했다. 호준(胡遵)은 제갈탄(諸葛誕)과 함께 동흥(東興)을 공격했는데, 한종은 호준의 부장으로 전부독(前部督)의 직책을 가지고 선봉을 맡았다. 오나라의 태부(太傅) 제갈각(諸葛恪)은 정봉(丁奉), 당자(唐咨) 등을 선봉으로 삼고 위군에 맞서게 했다. 정봉은 군사 3000명을 거느리고 호준의 진영에 다가갔는데, 한겨울이었기 때문에 날씨가 추워서 호준은 술을 마시며 잔치를 즐기고 있었다. 정봉이 병사들을 고무하며 위군을 일제히 공격하자, 한종은 오군과 싸우다가 전사했다. 제갈각은 손권이 살아 있을 때 한종을 미워하던 것을 생각하여 한종의 머리를 베어 건업(建業)으로 보내 손권의 묘에 바쳤다.
《삼국지연의》에서는 한종이 창으로 정봉을 찌르려다가 도리어 정봉의 단도에 찔려 죽는 것으로 나오며, 한당의 아들이라는 말은 없다.